# Portarinfuse

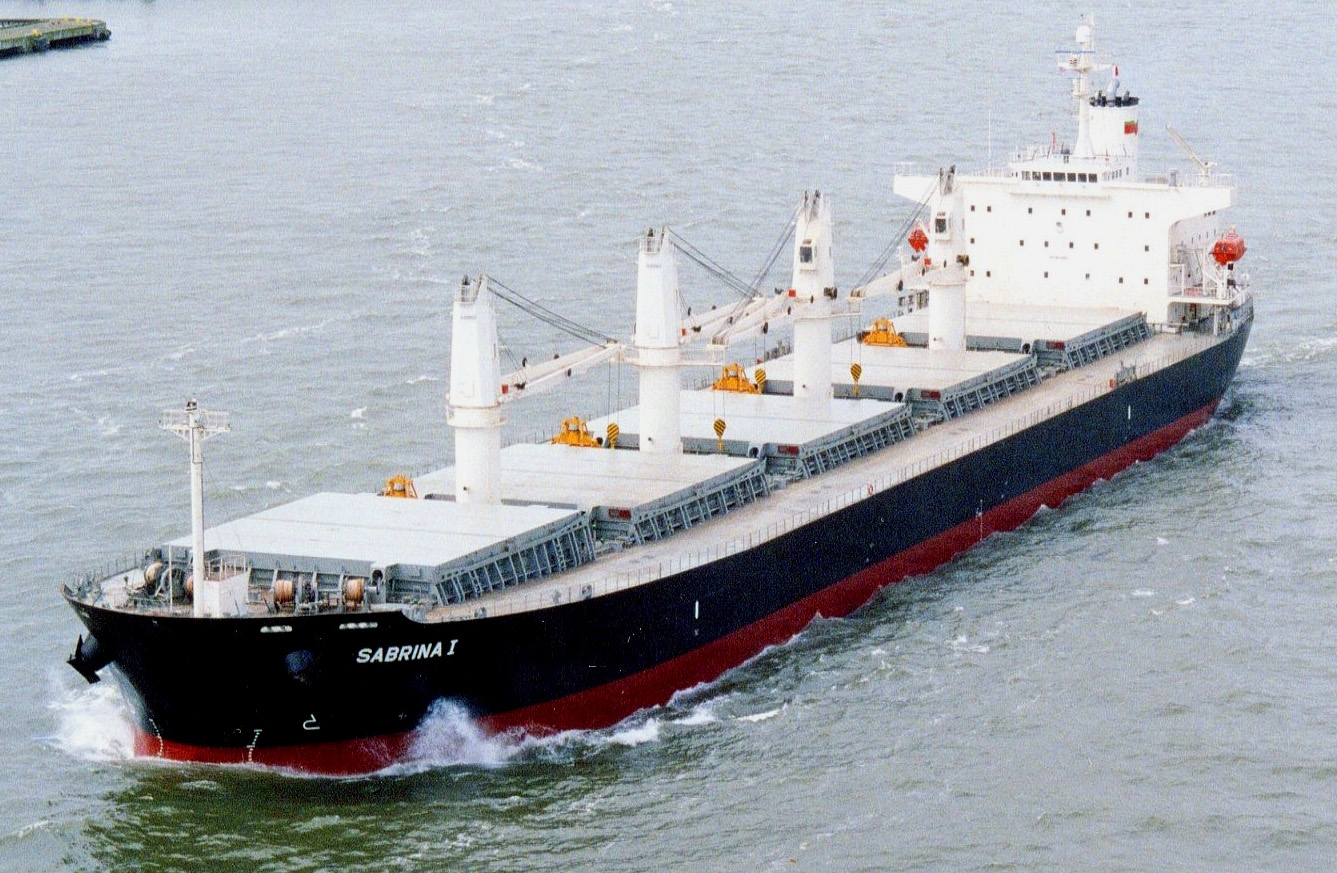
La Sabrina I, portarinfuse della categoria Handymax con cinque stive separate.

Le portarinfuse (in inglese bulk carrier) sono navi usate per trasportare carichi non-liquidi nelle loro stive (come ad esempio cereali, carbone, minerale grezzo, cemento, bobine d'acciaio), quindi materiali non unitarizzati in container o pallet.
Le portarinfuse sono per convenzione divise in categorie a seconda delle capacità di carico.
- Le più grandi sono le Capesize, navi che hanno una portata superiore alle 80 000 tonnellate. A causa delle loro dimensioni non possono transitare per il Canale di Panama e sono quindi costrette a doppiare Capo Horn (da cui il loro nome).
- Le Panamax sono quelle navi che hanno una larghezza massima di 32,2 metri e che quindi possono attraversare il Canale di Panama. Hanno una portata di circa 60.000/80.000 tonnellate.
- Le Handysize hanno una portata compresa tra le 15 000 e le 60 000 tonnellate e sono a loro volta suddivise in Supramax (da 50 000 a 60 000), Handymax (da 40 000 a 50 000) e Handy (< 40 000); sono generalmente dotate di mezzi di carico (gru o bighi) in quanto servono a volte porti poco attrezzati e devono poter far fronte autonomamente alle operazioni di carico e scarico.

La gran maggioranza delle navi portarinfuse navigano in mare, ma alcune sono impiegate per i trasporti all'interno di laghi. Quelle usate in mare sono dette in inglese Salties, quelle usate nei laghi Lakers. La maggior parte delle Lakers navigano nei Grandi Laghi americani.
Quasi tutte queste navi hanno solo un ponte principale (il ponte di coperta).